# HMS Acasta (1797)
Pour les autres navires du même nom, voir HMS Acasta.
La HMS Acasta est une frégate de cinquième rang portant 40 canons ayant servi dans la Royal Navy de 1797 à 1821.

## Histoire
La frégate de cinquième rang Acasta est lancée à Rotherhithe le 14 mars 1797. 
Le 18 décembre 1814, en compagnie du Newcastle et du Leander, l'Acasta se lance à la poursuite de l'USS Constitution qui a forcé le blocus de Boston, mais celle-ci réussit à s'enfuir en direction des Bermudes.
En 1815 elle est mise en réserve, avant d'être démolie à Woolwich Dockyard six ans plus tard, le 1er janvier 1821.